# Hans Küstermann

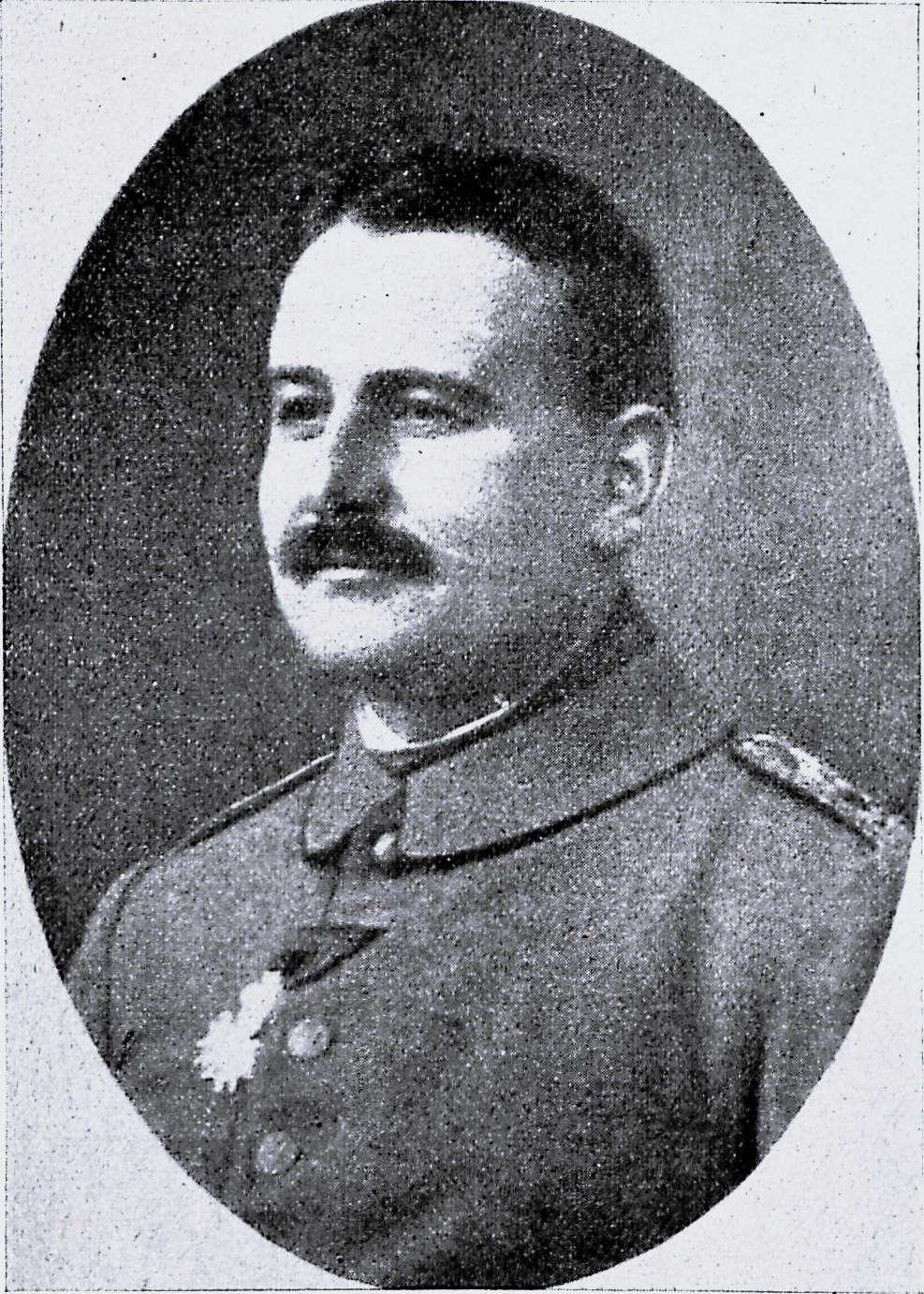
Hans Hermann Küstermann

Hans Hermann Küstermann (* 27. Oktober 1873 in Lübeck; † 11. April 1915 in Vilcey-sur-Trey, Kanton Thiaucourt-Regniéville) war ein deutscher Rechtsanwalt und Notar. An ihn erinnert ein denkmalgeschütztes Ehrenmal.

## Leben

### Herkunft

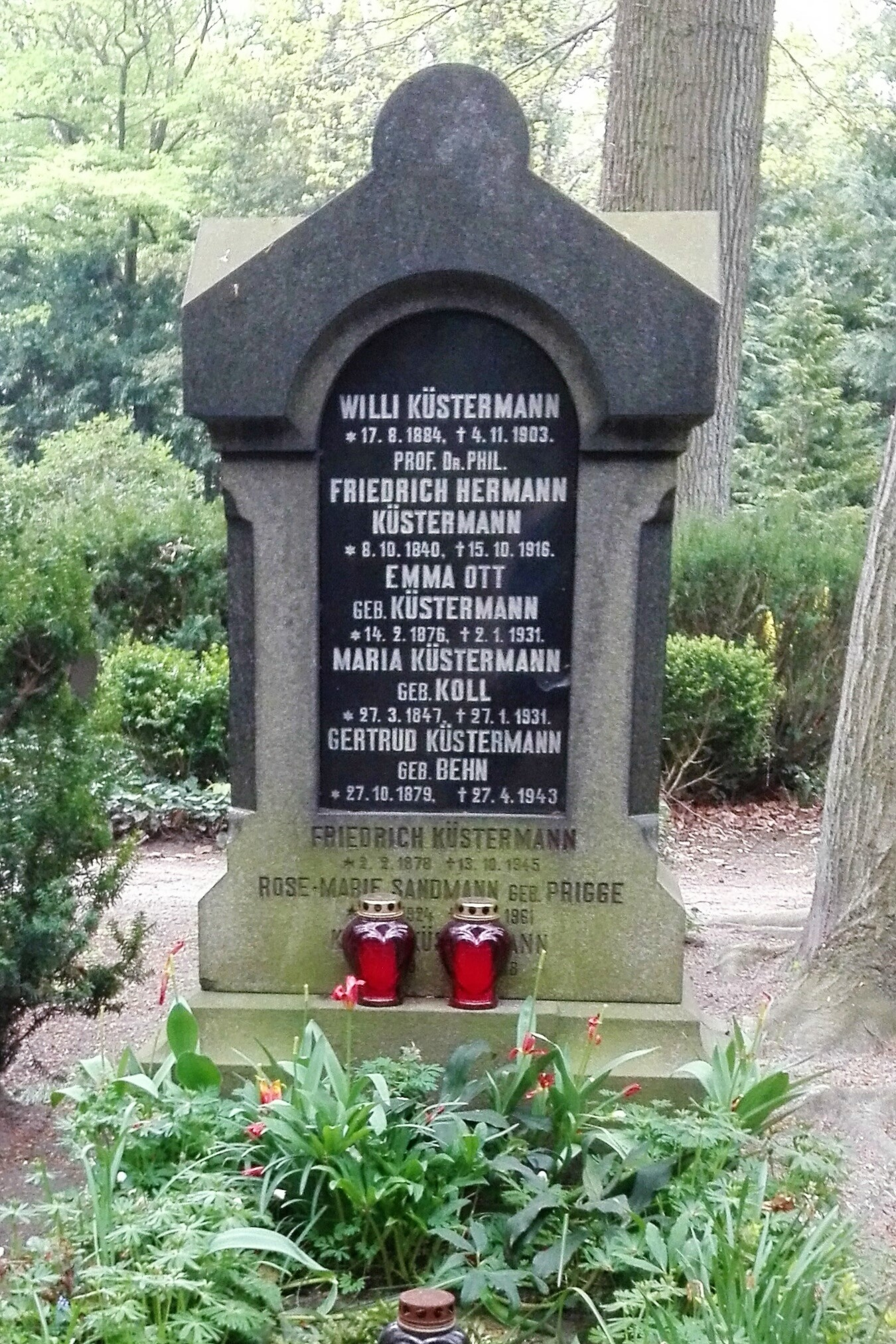

Hans Küstermann war ein Sohn von Friedrich Hermann Küstermann (* 8. Oktober 1840 in Schötmar, Fürstentum Lippe; † 5. Oktober 1916 in Lübeck) und seiner Frau Maria, geb. Koll (* 27. März 1847; † 27. Januar 1931 in Lübeck). Er hatte eine Schwester, Emma Ott (* 14. Februar 1876 in Lübeck; † 2. Januar 1931 ebenda), und zwei Brüder, Willy (* 17. August 1884 in Lübeck; † 4. November 1903 ebenda) und Friedrich Hermann (* 2. Juli 1878;† 18. Oktober 1945).
Am 1. Dezember 1883 erwählte der Senat an Stelle der zu Ostern 1884 in den Ruhestand tretenden Professoren Christian Scherling und Prien den bisherigen hiesigen Oberlehrer erster Klasse Küstermann und den Subrektor in Salzwedel zu Professoren des Katharineums.

### Laufbahn
Er besuchte das Katharineum bis zum Abitur Ostern 1892 und studierte Rechtswissenschaft an der Universität Jena. Hier wurde er 1893 im Corps Guestphalia aktiv. Eine seiner eindrucksvollsten Erinnerungen an jene Jahre war die Rede Otto von Bismarcks an die Studenten auf dem Jenaer Marktplatz.
Im Juli 1896 bestand Küstermann in Berlin sein Referendarexamen und wurde in derselben Woche in Jena zum Dr. iur. promoviert. Vor dem Hanseatischen Oberlandesgericht in Hamburg machte er am 29. Januar 1900 sein Assessor-Examen. Auf sein Ansuchen zur Rechtsanwaltschaft bei dem Hanseatischen Oberlandesgericht in Hamburg, sowie den Lübeckischen Amts- und Landesgericht erhielt er am 10. Februar 1900 vom Senat seine Zulassung und ließ sich in Lübeck nieder. Als Rechtsanwalt und Notar gehörte er der renommierten Rechtsanwaltsfirma E. Fehling, Dr. Küstermann und Dr. Cuwie an. Auf dem Gebiete des Handelsrechts, vornehmlich des Seerechts, besaß er in Kaufmannskreisen und seinen Berufsgenossen den Ruf eines Experten. Doch auch in Fragen anderer Rechtsgebiete wandte man sich an ihn, wenn es einer wissenschaftlich durchdachten gründlichen Arbeit galt. Seine juristischen Literaturkenntnisse waren dem 1837 gegründeten Juristischen Leseverein, in dessen Vorstand er wirkte, in reichem Maße zustatten gekommen. Seine Tätigkeit im Arbeitgeberverband bot seinem Interesse für kaufmännische Fragen und seine eingehende Beschäftigung mit dem Wirtschaftsleben der Seehandels- und werdenden Industriestadt als Jurist reiche Anregung.
Als Mitglied des „Vereines von Kunstfreunden in Lübeck“ unter dem Dach der Gesellschaft zur Beförderung gemeinnütziger Tätigkeit, deren Mitglied er seit 1895 war, entschied Küstermann auch über die Förderung von Künstlern oder den Erwerb von Kunstwerken mit.
Der Bürgerausschuss erwählte 1910 Küstermann zum Bürgerlichen Deputierten bei der Oberschulbehörde. Dort war er in der Abteilung für das höhere Schulwesen.
Er betätigte sich auf vielen Gebieten des Öffentlichen Lebens. 1909 bereiste er die Vereinigten Staaten von Nordamerika. Er besuchte New York, die Niagarafälle, Philadelphia, Pittsburgh, Chicago, Washington, Milwaukee, den Yellowstone-Park, Seattle, Vancouver, San Francisco, das Yosemite-Tal, Los Angeles, Salt Lake City, Denver, sowie die Universität Cornell in Ithaca. In Chicago besichtigte er viele große Betriebe.
Küstermann blieb ein begeisterter Reserveoffizier. Mit Freude reiste er immer wieder nach Jena zu seinem Regiment, dem Infanterie-Regiment „Großherzog von Sachsen“ (5. Thüringisches) Nr. 94. Dessen drittes Bataillon hatte in Jena seine Garnison.

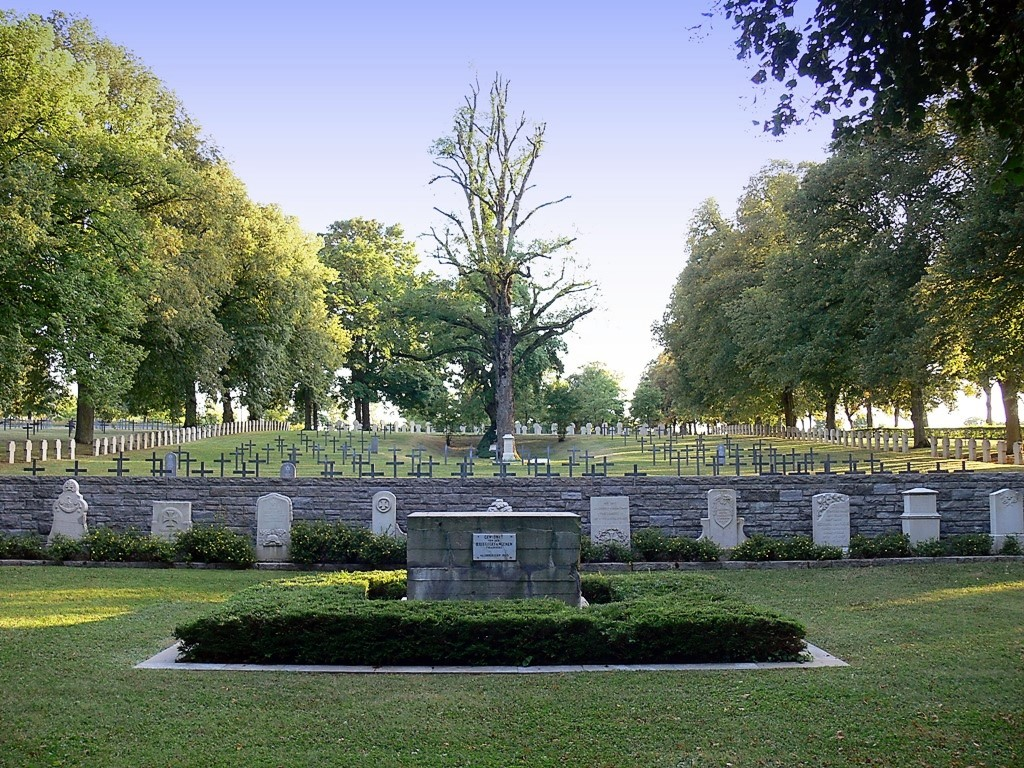
Deutscher Soldatenfriedhof in Thiaucourt-Regniéville

Mit Beginn des Ersten Weltkriegs zog er als Hauptmann der Reserve und Chef einer Kompanie des I. Bataillons von Weimar aus ins Feld und kämpfte zwischen Mosel und Maas am Priesterwald. Dies war einer der verhängnisvollsten Abschnitte im Stellungskampf. Im März 1915 erhielt er, dekoriert mit dem Eisernen Kreuz und den Kriegsorden seines thüringischen Kontingentsherrn, Heimaturlaub. Drei Wochen später fiel er bei einem Sturmangriff im Priesterwald unweit des Croix des Carmes. Seine Leiche wurde, wie aus einer französischen Totenliste zu ersehen ist, im folgenden August von den Franzosen geborgen. In den 1920er Jahren wurde er auf den deutschen Soldatenfriedhof in Thiaucourt-Regniéville umgebettet.

### Ehrenmal

#### Ehrenfriedhof

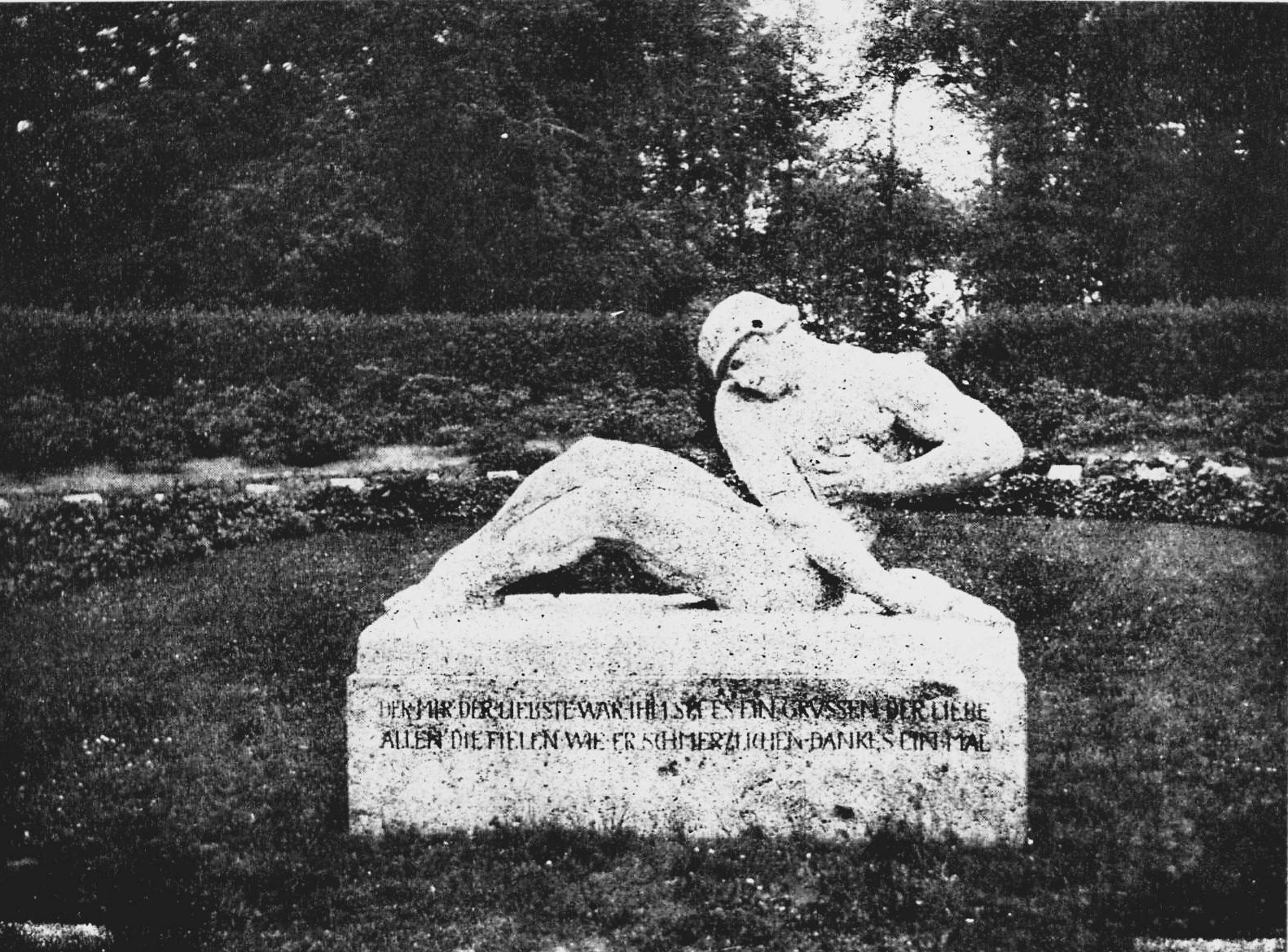
„Der Sterbende Krieger“

Um an den Gefallenen zu erinnern, stiftete seine Witwe eine von ihrem Bruder Fritz Behn aus Muschelkalk geschaffene Skulptur. Die Gestalt des nackten „sterbenden Kriegers“, der den im Weltkrieg verwendeten, an mittelalterliche Motive erinnernden Stahlhelm auf dem Kopf trägt, ist horizontal und stilistisch antiken griechischen Giebelfiguren nachempfunden. Die sich im Bildwerk bei all seiner monumentalen Ruhe überschneidenden Linien senken sich alle erdenwärts. Der Krieger, der sich mit der Linken ans Herz greift, ist tödlich verwundet und hält in der Rechten das zerbrochene Schwert. Der breite Oberkörper ist zur Seite gedreht und unterstützt die gestreckte Komposition der vollplastischen Figur. Das Bildwerk steht zentral innerhalb des ersten Runds des Ehrenfriedhofs.
Auf der Vorderseite des Sockels steht ein elegisches Distichon des Lübecker Schriftstellers Otto Anthes:
Die rückwärtige Sockelinschrift erinnert an den Anlass der Aufstellung:

#### Krempelsdorf

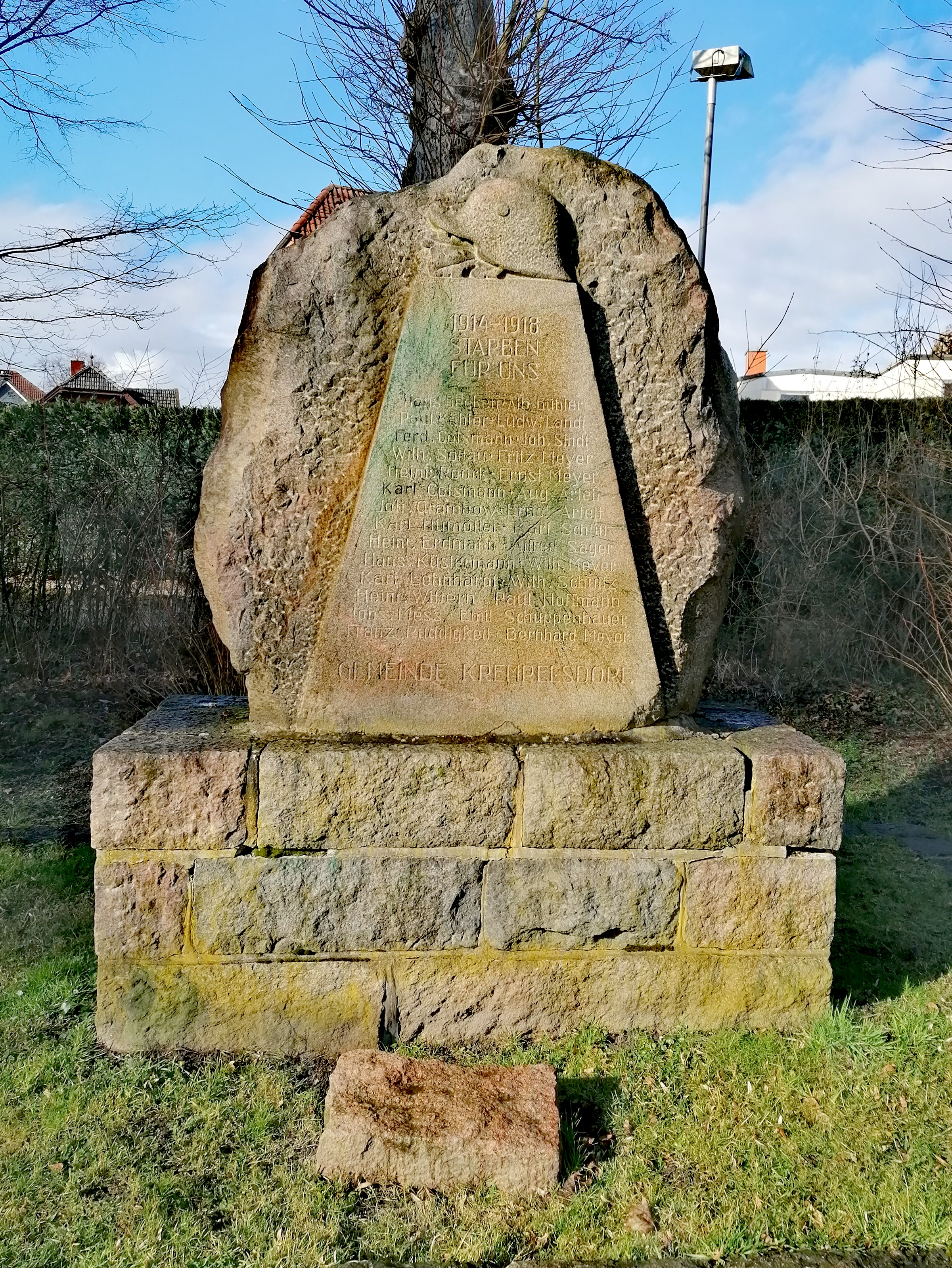
Kriegerehrenmal

Nach dem Ersten Weltkrieg stiftete Krempelsdorf ein Ehrenmal für die Gefallenen seiner Gemeinde in Form eines behauenen Findlings auf einem Natursteinsockel errichten. Auf der Vorderseite des Findlings ist eine trapezförmige Gedenkplatte die von einem Stahlhelm mit Eichenlaub im Relief gekrönt wird.
Der Entwurf stammte von Friedrich Wilhelm Virck und wurde von den Gebrüdern Zachow angefertigt.
Auf der Platte steht:
Am Ende der damals aus Lübeck kommenden Fackenburger Allee pflanzte 1788 der im Herrenhaus wohnende Christian von Brokes eine 4-reihige Lindenallee an. Am Ende der heute nur noch in Resten erhaltenen Allee wurde deren Mitte als Standpunkt für das Kriegerdenkmal gewählt.

### Familie

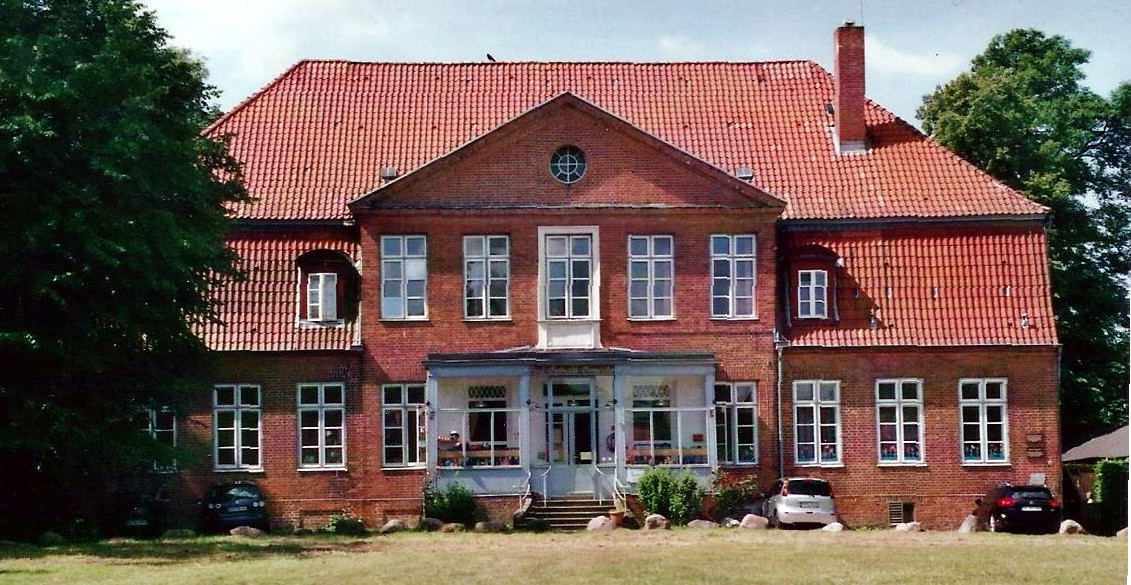
Herrenhaus Krempelsdorf

Küstermann war verheiratet mit Gertrud (* 27. Oktober 1879 in Lübeck; † 27. April 1943 ebenda), geb. Behn. Das Paar bewohnte das Herrenhaus Krempelsdorf.
Aus der Ehe gingen sechs Kinder hervor, darunter – als dritte – Ursula (* 21. August 1905 in Lübeck; † 6. Januar 1997 in Schopfheim). Sie heiratete am 18. Juli 1924 in Lübeck Joachim Hans Ludwig Ritter (* 23. April 1998 in Naumburg an der Saale; † 15. Februar 1986 in Lübeck).
Seine Witwe blieb auch nach seinem Tode in dem Haus wohnen und wurde nach seinem Tode in der Sitzung vom 27. Juni 1916 zusammen mit fünf anderen Frauen als außerordentliches Mitglied in der Gesellschaft zur Beförderung gemeinnütziger Tätigkeit aufgenommen. Im Jahr 1927 wurde mit Gertrud Küstermann die erste Vorsteherin gewählt.